# Джордж, Кристофер
Кри́стофер Джон Джордж (англ. Christopher John George; 25 февраля 1931, Ройал-Ок, Мичиган, США — 28 ноября 1983, Лос-Анджелес, Калифорния, США) — американский теле- и киноактёр. Наиболее известен по роли сержанта Сэма Троя в сериале «Крысиный патруль» (1960-е), за которую он номинировался на премию «Золотой глобус» (1967). Обладатель премии «Лучший актёр телевизионной рекламы» Нью-Йоркского кинофестиваля.

## Биография
Родился в семье греческих иммигрантов Джона и Василики Джордж. Его отец, ветеран Первой мировой войны, был родом из Фив, а мать — из Афин (Греция).
До шести лет говорил только на греческом языке, так как дома разговаривали исключительно на нём. В детские годы Кристофера его отец работал коммивояжёром, и мальчик часто сопровождал его во время поездок в Акрон, Нью-Йорк, Чикаго, Сент-Луис, Мемфис и Детройт. Вскоре семья переехала из Мичигана в Маунтин-Лейкс (Нью-Джерси). Как только Кристофер начал учиться говорить по-английски, отец записал его в греческую школу в дополнение к обычной школе, чтобы мальчик не забыл греческий язык. В этот период Кристофер впервые заинтересовался актёрским мастерством, так как в греческой школе учащиеся ставили греческие пьесы и читали греческую поэзию. Когда ему было 14 лет, семья переехала в Майами (Флорида). В школе Кристофер играл в футбол и бейсбол, а также занимался бегом. Во Флориде он охотился на аллигаторов в Эверглейдсе. Получив водительские права, работал с отцом, ездил на грузовиках между Майями и другими городами вдоль Восточного побережья.

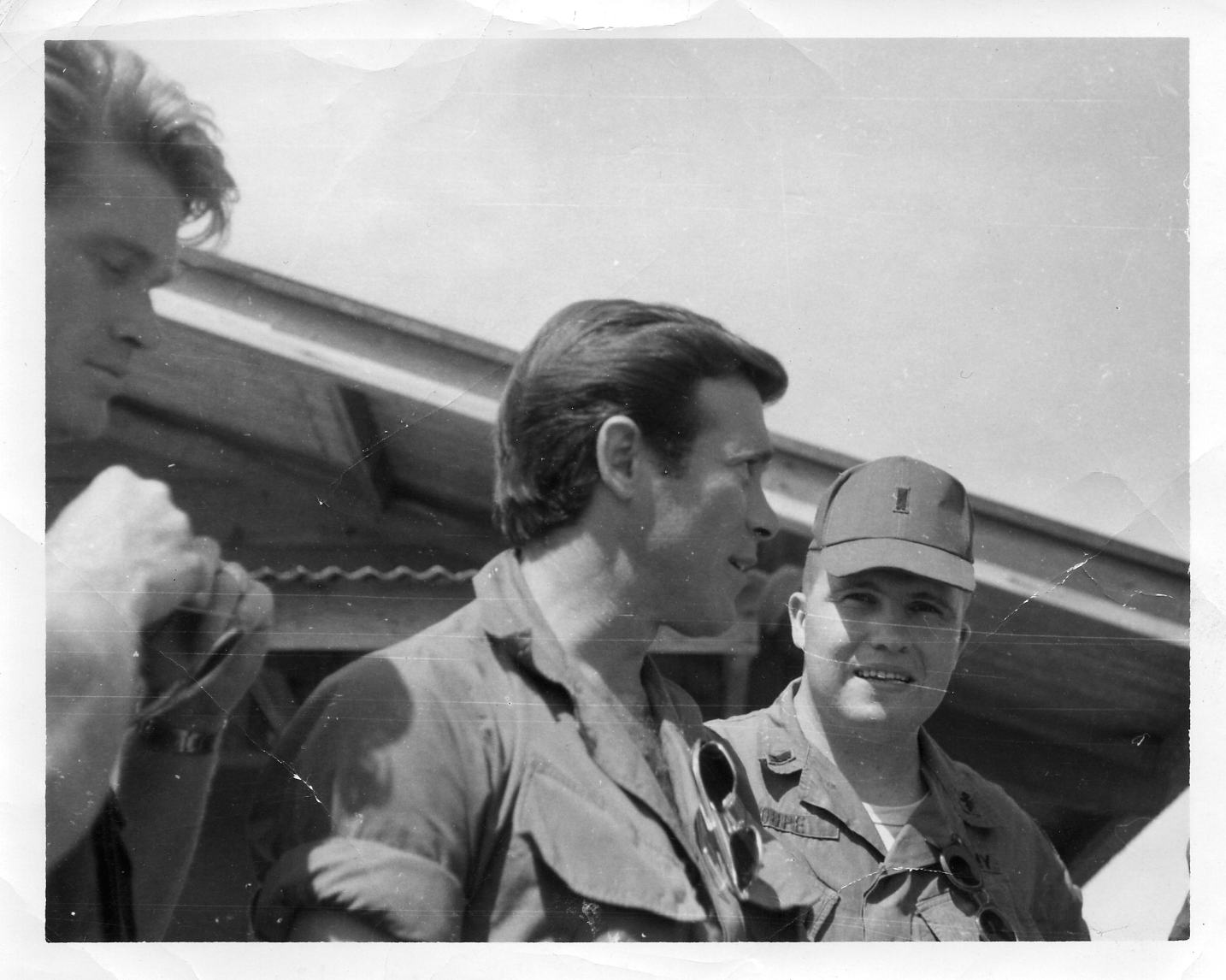
Кристофер Джордж (в центре) в Бьенхоа (Вьетнам) в декабре 1967 года

В молодые годы Джордж начал посещать греческую православную церковь, был служкой и певчим. Его родители и священник хотели, чтобы он стал священником.
В 1948 году в возрасте 17 лет Джордж был зачислен в Корпус морской пехоты США в Джексонвилле (Флорида). Он солгал о своём возрасте, указав, что родился в 1929 году. В 1952 году оставил активную военную службу, уйдя в отставку в звании сержанта. Был награждён медалями «За безупречную службу» и «За службу национальной обороне».
В 1958 году окончил Бизнес-школу Университета Майами со степенью бакалавра делового администрирования.
До начала в 1965 году актёрской карьеры работал частным следователем и барменом в одном из баров Майами. Владел и управлял ресторанами и пивными барами, один из которых («Dragnet Drive-In») находился в Майами, а другой — в Стоктоне (Калифорния). Имел чёрный пояс по каратэ и дзюдо. Также работал вышибалой в ресторанах. Имел свидетельство пилота. До окончания университета работал в крупной инвестиционной компании.

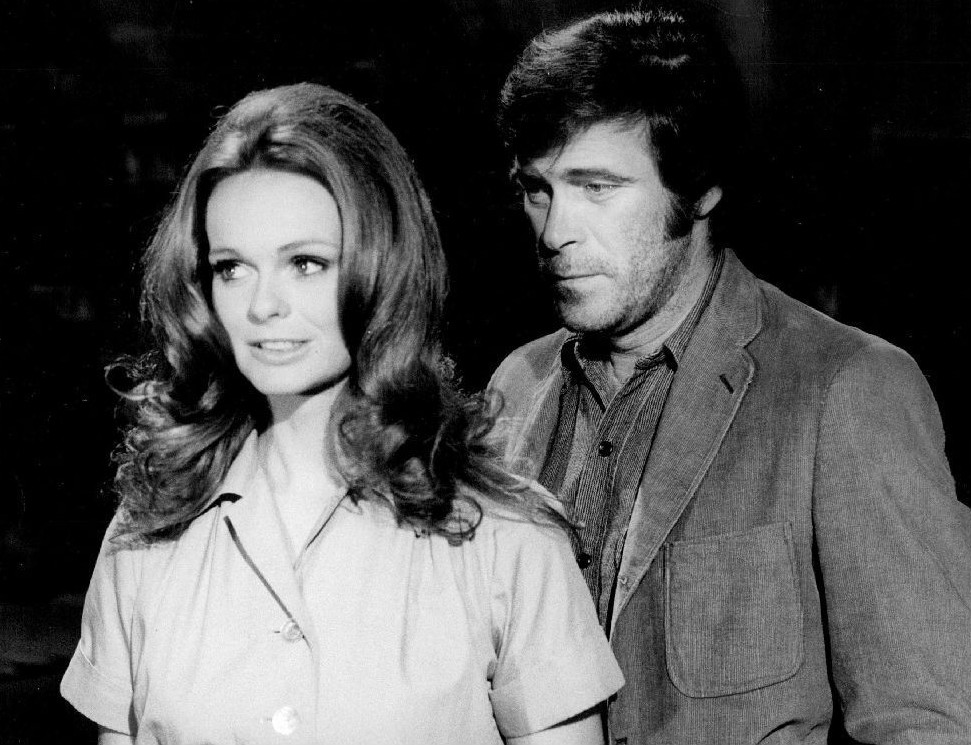
Супруги Линда Дэй и Кристофер Джордж в телесериале «Миссия невыполнима» (1971)

По окончании университета жил в Нью-Йорке, где выступал на сцене и снимался в телевизионных рекламных роликах. Однажды, работая вышибалой в одном из прибрежных баров Нью-Йорка, Джордж получил предложение от продюсера Роберта Рейфелсона стать актёром. Он учился актёрскому мастерству у Винна Хэндмена и получал роли в популярных офф-бродвейских постановках.
Умер 28 ноября 1983 года от внезапного сердечного приступа в возрасте 52 лет в одной из больниц Лос-Анджелеса. Похоронен на Вествудском кладбище. В момент смерти в качестве возраста было указано 54 года, причиной чему послужила неправильная дата рождения, которую Джордж указал во время зачисления на военную службу. Джордж был заядлым курильщиком сигар и часто употреблял алкоголь, однако другим фактором, приведшим к ранней смерти актёра, как полагают, был инцидент с опрокидыванием транспортного средства во время съёмок «Крысиного патруля» в начале 1967 года, приведший к госпитализации Джорджа с множественными травмами. Во время вскрытия было обнаружено повреждение грудной клетки (контузия сердца), которое никогда не зажило полностью, в результате чего на поверхности сердца развилась рубцовая ткань.
В совершенстве владел греческим языком.

## Личная жизнь
В 1970—1983 годах был женат на актрисе Линде Дэй Джордж, в браке с которой имел дочь Кейси. Имел также сына.
Приходился дядей ведущей телеигры «Колесо Фортуны» Ванне Уайт.
Близким другом Джорджа был певец Джонни Рей.

## Фильмография

### Кино
| Год  | Название на русском языке     | Название на языке оригинала         | Роль                     | Примечания         |
| ---- | ----------------------------- | ----------------------------------- | ------------------------ | ------------------ |
| 1965 | По методу Харма               | In Harm’s Way                       | моряк                    | в титрах не указан |
| 1966 | —                             | The Gentle Rain                     | Билл Паттерсон           |                    |
| 1967 | Эльдорадо                     | El Dorado                           | Нельс Маклауд            |                    |
| 1968 | Проект Х                      | Project X                           | Хаган Арнольд            |                    |
| 1968 | —                             | Massacre Harbor                     | сержант Сэм Трой         |                    |
| 1968 | —                             | Gavilan                             | Гавилан                  |                    |
| 1969 | Атака 1000 самолетов          | The Thousand Plane Raid             | полковник Грег Брендон   |                    |
| 1969 | —                             | The Devil’s 8                       | Рэй Фолкнер              |                    |
| 1970 | —                             | Tiger by the Tail                   | Стив Микаэлис            |                    |
| 1970 | Дельта фактор                 | The Delta Factor                    | Морган                   |                    |
| 1970 | Чизам                         | Chisum                              | Дэн Нодин                |                    |
| 1973 | Грабители поездов             | The Train Robbers                   | Калхун                   |                    |
| 1973 | —                             | Bad Charleston Charlie              | адвокат                  | не указан в титрах |
| 1973 | Я сбежал с острова Дьявола    | I Escaped from Devil’s Island       | Дейверт                  |                    |
| 1973 | —                             | Pushing Up Daisies                  | заправщик                | не указан в титрах |
| 1974 | —                             | The Inbreaker                       | Рой Макрей               |                    |
| 1976 | Гризли                        | Grizzly                             | Майкл Келли              |                    |
| 1976 | Дикси по прозвищу «Динамит»   | Dixie Dynamite                      | шериф Фил Марш           |                    |
| 1976 | Мидуэй                        | Midway                              | Кларенс «Уэйд» Маккласки |                    |
| 1977 | День животных                 | Day of the Animals                  | Стив Бакнер              |                    |
| 1977 | —                             | Whiskey Mountain                    | Билл                     |                    |
| 1978 | —                             | Questo si che è amore               | Майк                     |                    |
| 1980 | Мститель                      | The Exterminator                    | детектив Джеймс Далтон   |                    |
| 1980 | Город живых мертвецов         | Paura nella città dei morti viventi | Питер Белл               |                    |
| 1981 | День окончания школы          | Graduation Day                      | тренер Джордж Майклз     |                    |
| 1981 | Входит ниндзя                 | Enter the Ninja                     | Венариус                 |                    |
| 1982 | Куски                         | Pieces                              | лейтенант Бракен         |                    |
| 1982 | Ангор: Камбоджийский экспресс | Angkor: Cambodia Express            | Макартур                 |                    |
| 1983 | Морг                          | Mortuary                            | Хэнк Эндрюс              |                    |

### Телевидение
| Год       | Название на русском языке        | Название на языке оригинала       | Роль                                 | Примечания                            |
| --------- | -------------------------------- | --------------------------------- | ------------------------------------ | ------------------------------------- |
| 1965      | Моя жена меня приворожила        | Bewitched                         | Джордж                               | эпизод: George the Warlock            |
| 1966      | —                                | Thirteen Against Fate             | Домб                                 | эпизод: The Lodger                    |
| 1966—1968 | Крысиный патруль                 | The Rat Patrol                    | сержант Сэм Трой                     | телесериал; основная роль             |
| 1969—1971 | Бессмертный                      | The Immortal                      | Бен Ричардс                          | телесериал; основная роль             |
| 1970      | —                                | House on Greenapple Road          | лейтенант Дэн Огаст                  | телефильм                             |
| 1970      | ФБР                              | The F.B.I.                        | Питер Джозеф Тенни                   | эпизод: Return to Power               |
| 1971      | —                                | Escape                            | Кэмерон Стил                         | телефильм                             |
| 1971      | Миссия невыполнима               | Mission: Impossible               | Уэнделл Хойес                        | эпизод: Nerves                        |
| 1971      | —                                | Dead Men Tell No Tales            | Ларри Тауэрс / Вик Джейкоби          | телефильм                             |
| 1971—1973 | Любовь по-американски            | Love, American Style              | Питер / Чак                          | телесериал; 2 эпизода                 |
| 1972      | —                                | Man on a String                   | лейтенант Пит Кинг                   | телефильм                             |
| 1972      | —                                | The Heist                         | Джо Крэддок                          | телефильм                             |
| 1974      | —                                | The Wide World of Mystery         | н/д                                  | эпизод: A Beautiful Killing           |
| 1974      | Оуэн Маршалл, советник адвокатов | Owen Marshall, Counselor at Law   | Кромвель                             | эпизод: The Break In                  |
| 1974      | Триллер                          | Thriller                          | Бернард Пил                          | эпизод: The Next Scream You Hear      |
| 1974—1975 | Полицейская история              | Police Story                      | лейтенант Датч Беннетт / Даг Роллинз | телесериал; 2 эпизода                 |
| 1975      | Макклауд                         | McCloud                           | Винсент Бернс                        | эпизод: Sharks!                       |
| 1975      | Последние выжившие               | The Last Survivors                | Дуэйн Джеффрис                       | телефильм                             |
| 1975      | Спецназ                          | S.W.A.T.                          | Гарри / Браво                        | телесериал; 3 эпизода                 |
| 1976      | Чудо-женщина                     | Wonder Woman                      | Роджак                               | эпизод: Fausta, the Nazi Wonder Woman |
| 1976      | 40 000 футов                     | Mayday at 40,000 Feet!            | Стэн Беркхарт                        | телефильм                             |
| 1978      | Ужас в круизе                    | Cruise Into Terror                | Нил Барри                            | телефильм                             |
| 1978      | Вегас                            | Vega$                             | Ники Трент                           | эпизод: Serve, Volley and Kill        |
| 1978—1979 | Лодка любви                      | The Love Boat                     | разные персонажи                     | телесериал; 4 эпизода                 |
| 1978—1982 | Остров фантазий                  | Fantasy Island                    | разные персонажи                     | телесериал; 4 эпизода                 |
| 1979      | Ангелы Чарли                     | Charlie’s Angels                  | Чедвэй                               | эпизод: Terror on Skis                |
| 1979      | Злоключения шерифа Лобо          | The Misadventures of Sheriff Lobo | денди Джим Броди                     | эпизод: The Day That Shark Ate Lobo   |